# Ae 3/6I
Les Ae 3/6I sont des locomotives électriques des chemins de fer fédéraux suisses, entrées en service entre 1921 et 1929, et retirées entre 1974 et 1994.

## Historique
Toutes les Ae 3/6I ont été construites par SLM pour la partie mécanique ; pour la partie électrique, la série se répartit entre BBC pour les numéros 10601 à 10686, MFO pour les 10687 à 10712, et SAAS pour les deux derniers exemplaires (10713 et 10714). Initialement brunes, les Ae 3/6I ont toutes reçu la livrée « vert CFF » entre 1930 et 1956.
À partir de 1965, un pantographe est supprimé sur les 10674, 10691, 10712 et 10713.

## Différences entre les sous-séries
Il y a tellement de différences techniques et esthétiques entre les sous-séries que le tableau ci-dessous en facilitera la distinction :
| Numéros :                | 10601 – 10616                         | 10617 – 10636                                                                                         | 10637 – 10651                                                                                         | 10652 – 10676                                                                                         | 10677 – 10686                                           | 10687 – 10712                                           | 10713 – 10714                                           |
| ------------------------ | ------------------------------------- | --- | --- | --- | ------------------------------------------------------- | ------------------------------------------------------- | ------------------------------------------------------- |
| Nombre d'exemplaires :   | 16                                    | 20 | 15 | 25 | 10                                                      | 26                                                      | 2                                                       |
| Constructeurs :          | SLM-BBC                               | SLM-BBC                                                                                               | SLM-BBC                                                                                               | SLM-BBC                                                                                               | SLM-BBC                                                 | SLM-MFO                                                 | SLM-SAAS                                                |
| Années de construction : | 1921 – 1925                           | 1921 – 1925                                                                                           | 1921 – 1925                                                                                           | 1926 – 1927                                                                                           | 1926 – 1927                                             | 1927 – 1928                                             | 1929                                                    |
| Puissance :              | 1 450 kW / 1 920 ch                   | 1 450 kW / 1 920 ch                                                                                   | 1 600 kW / 2 100 ch                                                                                   | 1 600 kW / 2 100 ch                                                                                   | 1 600 kW / 2 100 ch                                     | 1 600 kW / 2 100 ch                                     | 1 600 kW / 2 100 ch                                     |
| Vitesse maximale :       | 90 km/h à l'origine 100 km/h dès 1928 | 90 km/h à l'origine 100 km/h dès 1928                                                                 | 100 km/h à l'origine 110 km/h dès 1935–39                                                             | 100 km/h à l'origine 110 km/h dès 1935–39                                                             | 100 km/h à l'origine 110 km/h dès 1935–39               | 100 km/h à l'origine 110 km/h dès 1935–39               | 100 km/h à l'origine 110 km/h dès 1935–39               |
| Centre toiture :         | disjoncteur caréné                    | disjoncteur à l'air libre                                                                             | disjoncteur à l'air libre                                                                             | disjoncteur à l'air libre                                                                             | disjoncteur à l'air libre                               | disjoncteur à l'air libre                               | disjoncteur à l'air libre                               |
| Face frontale cabines :  | pas d'avant-toit ni de visière        | pas d'avant-toit, visière pare-soleil caractéristique au-dessus des vitres frontales gauche et droite | pas d'avant-toit, visière pare-soleil caractéristique au-dessus des vitres frontales gauche et droite | pas d'avant-toit, visière pare-soleil caractéristique au-dessus des vitres frontales gauche et droite | avant-toit faisant office de pare-soleil pas de visière | avant-toit faisant office de pare-soleil pas de visière | avant-toit faisant office de pare-soleil pas de visière |

## Véhicules préservés
- 10664[1] : SBB Historic, dépôt de Rapperswil (verte)
- 10700[2] : SBB Historic, dépôt de St-Maurice (brune)
- 10601 (brune), 10639 et 10693[3] (vertes) par Swisstrain (Le Locle et Payerne)

La no 10642.
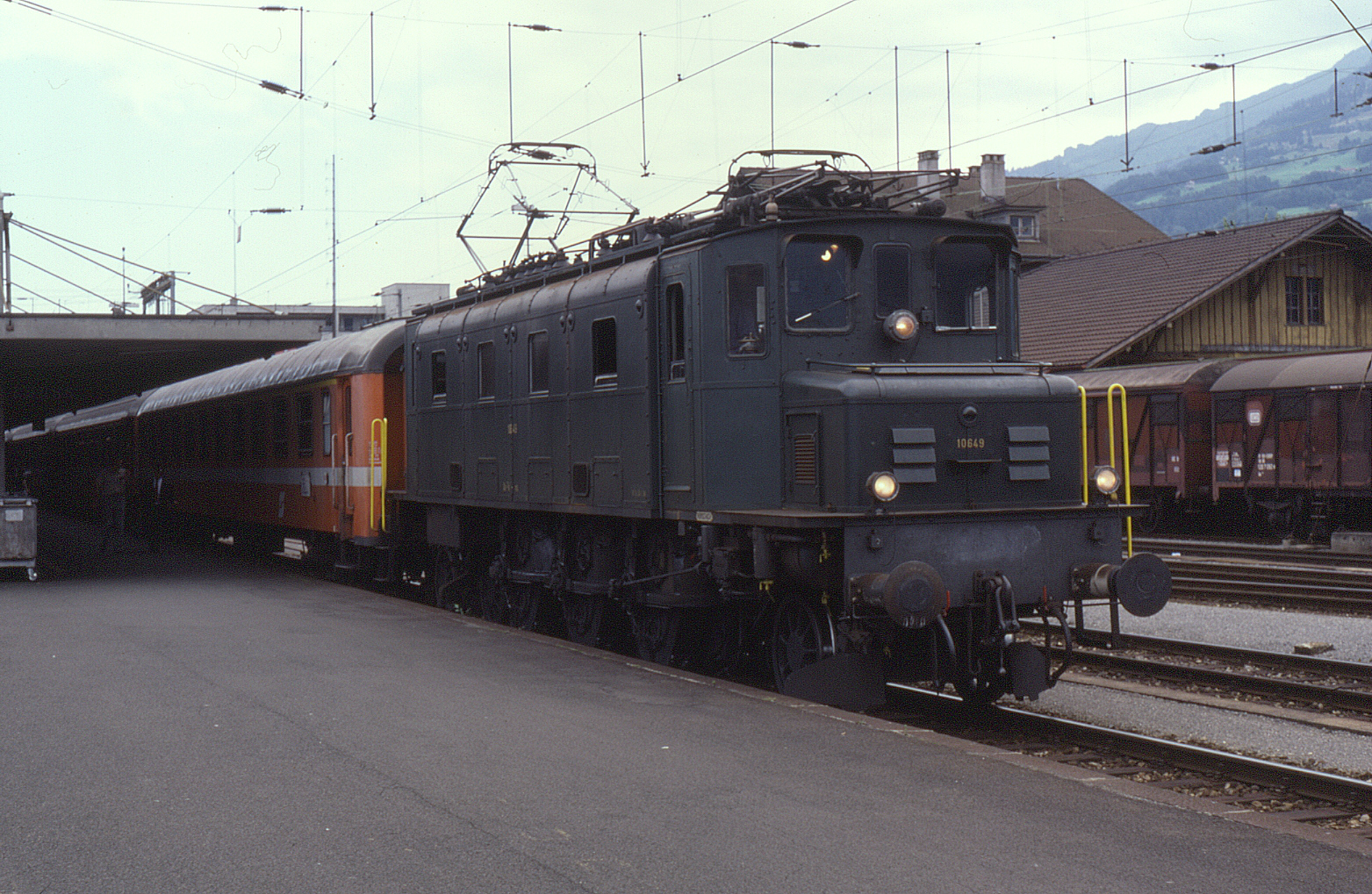
Ae 3/6I no 10649 à Buchs SG, le 30 juillet 1988.
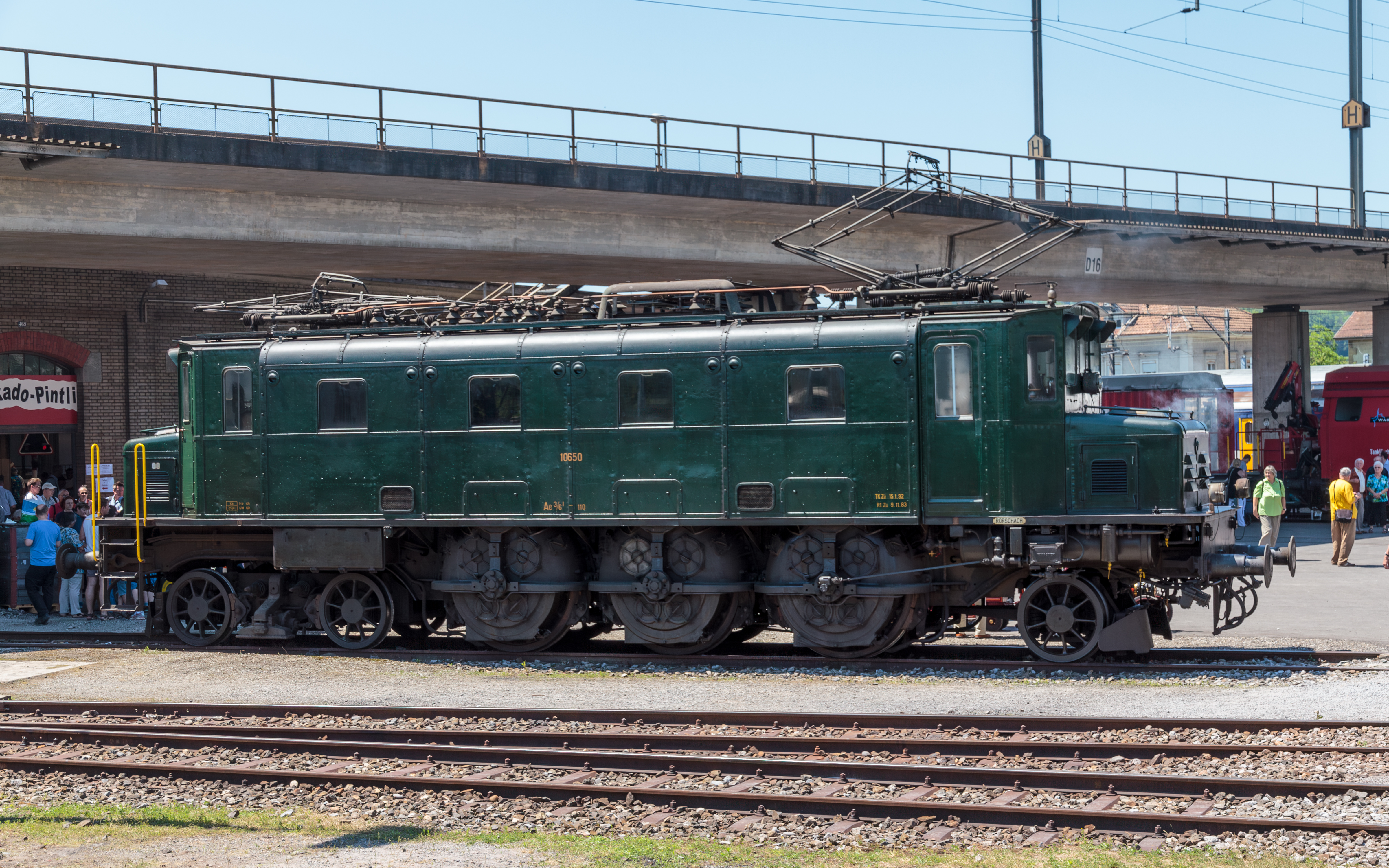
La no 10650 en 2012 avec sa transmission Buchli.